# Silvère Jarrosson
Pour les articles homonymes, voir Jarrosson.
 (août 2022).
L'article doit être relu — et modifié si nécessaire — par des contributeurs indépendants pour apporter un regard critique aux contributions effectuées en violation des conditions d'utilisation de Wikipédia, tant sur la forme (notamment concernant le style encyclopédique, la proportionnalité) que sur le fond (la neutralité de point de vue, la qualité et l'indépendance des sources).
 (mars 2023).
Silvère Jarrosson, né le 25 mars 1993 à Paris, est un peintre français. Inspiré par l'abstraction lyrique américaine, le mouvement reste le thème principal de son œuvre peint. Son travail abstrait confronte la peinture à la danse et aux sciences naturelles. Il y intègre ainsi des doutes plus générationnels sur les questions environnementales et technologiques.

## Biographie
Fils de Bruno Jarrosson, ingénieur, et de Pascale Joffroy, il est diplômé de l'École de danse de l'Opéra national de Paris en 2011 et de l'Université Pierre-et-Marie-Curie,.  En 2011, une blessure le conduit à abandonner une carrière de danseur professionnel. Il choisit de se tourner vers les arts plastiques,,.

## Œuvre
Ses premières créations se caractérisent par un travail exclusif à l’acrylique sous l'influence de la peinture gestuelle de Jackson Pollock. Il diversifie ses techniques avec le lavis d’huile, le travail au pinceau, le ponçage de la couche picturale et la lithographie.
D'abord très étendue (Rythmes vitaux), la gamme de couleurs se restreint à deux voire trois couleurs secondaires, auxquelles s'ajoutent systématiquement le noir et le blanc. Certaines séries (Cryptiques) n'utilisent que ces deux dernières couleurs.
À la profusion des gestes succède peu à peu l'affirmation radicale d'un seul mouvement maîtrisé ou d'une combinaison restreinte de gestes qui apparaissent isolés sur un fond neutre notamment dans les séries Élégies et Figures,.
À la suite de sa résidence à la Fondation Claude Monet à Giverny en 2018, il s'intéresse à la peinture à l'huile qu'il intègre progressivement à son travail.
En 2020 et 2021, il travaille en résidence à la Collection Lambert à Avignon.
En 2022 il commence l'édition de lithographies originales au sein de l'Atelier Clot.

## Thèmes

### Mouvements et corps
Le mouvement est sans doute le thème le plus présent dans son œuvre. Il traite le déplacement des pigments sur la toile à la manière d’un chorégraphe. Son travail a ainsi été exposé aux côtés des œuvres d’Olivier Debré connu entre-autres pour les décors peints qu’il a réalisés lors de sa collaboration avec Carolyn Carlson pour le ballet Signes en 1997 à l’Opéra de Paris. Mettant en mouvement ses toiles aux châssis épais, il sollicite l’intégralité de son corps dans la peinture et compare souvent ses toiles à des partenaires de danse. De son Hommage à Antonin Arthaud à L.U.C.A (Last Universal Common Ancestor) nombre de ses œuvres tendent à intégrer le corps dans des installations monumentales où l’artiste et le spectateur se retrouvent confrontés aux limites de celui-ci.

### Musique
La musique est présente de manière diffuse dans les titres de plusieurs de ses séries d’œuvres comme Elégies ou Compositions. La rythmique graphique de ses œuvres en noir et blanc de même que les vibrations colorées de ses lavis d’huile évoquent souvent la musique. Cette relation au son s’est notamment illustrée dans sa collaboration avec les Ballets du Rhin en 2021, pour laquelle il a été invité à réaliser un décor monumental à partir d’une de ses toiles: Danser Schubert.

### Biologie
Francis Bacon est une autre figure importante dans l’univers esthétique de Silvère Jarrosson. S’il n’y a pas de proximité visuelle entre les deux artistes, la relation à la chair vivante est un élément commun. Jarrosson compare régulièrement la couche picturale et la peau vivante: l’apparence extérieure de la peinture est pour lui avant tout le résultat de phénomènes internes à celle-ci. 
La maladie, la mise à l’épreuve du corps mais aussi la jouissance utopique sont ainsi des thèmes qui innervent ses compositions aux allures parfois hallucinatoires.

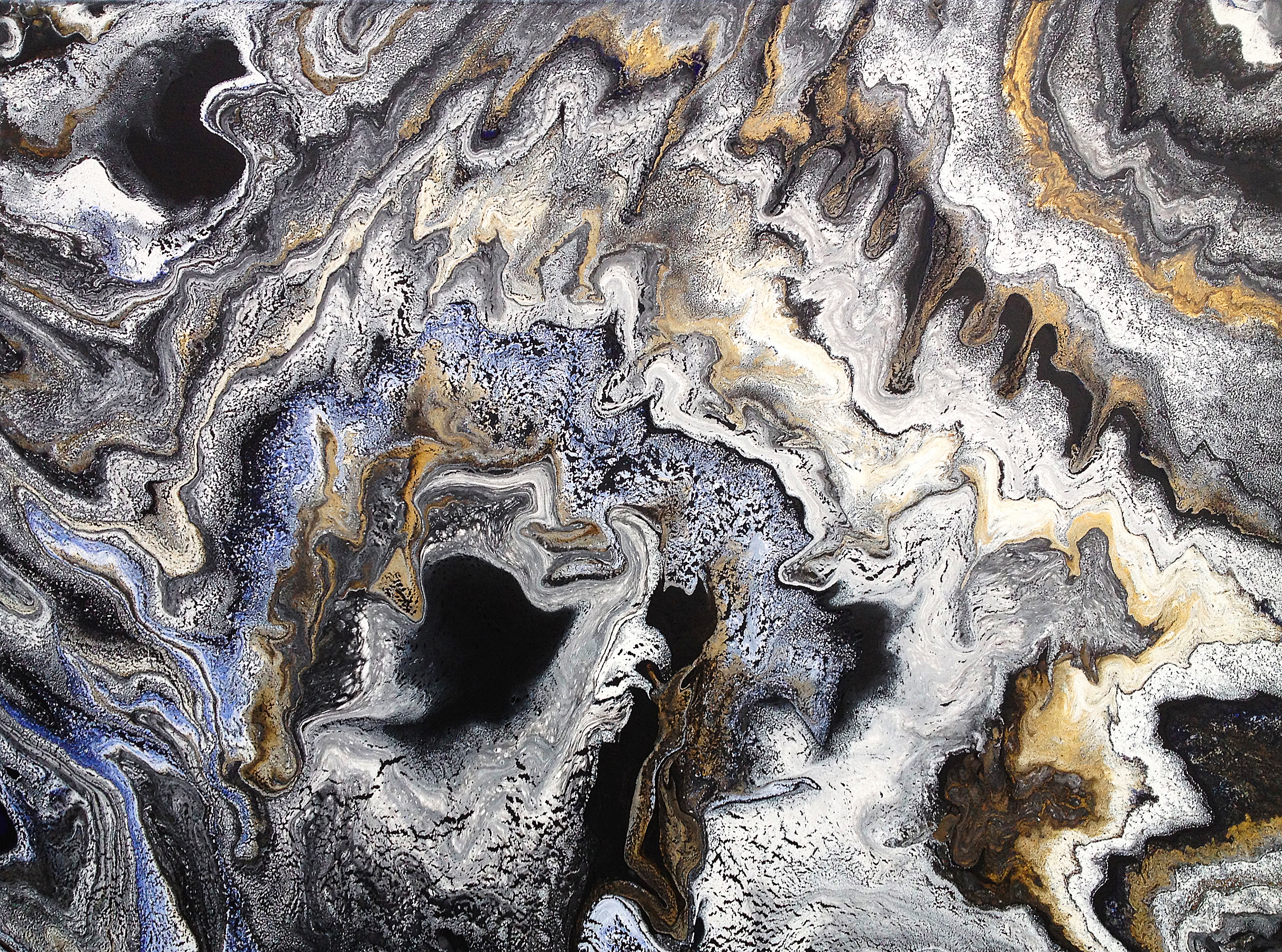
No man’s land 5 (2015), acrylique et vernis sur toile, 81 × 60 cm.
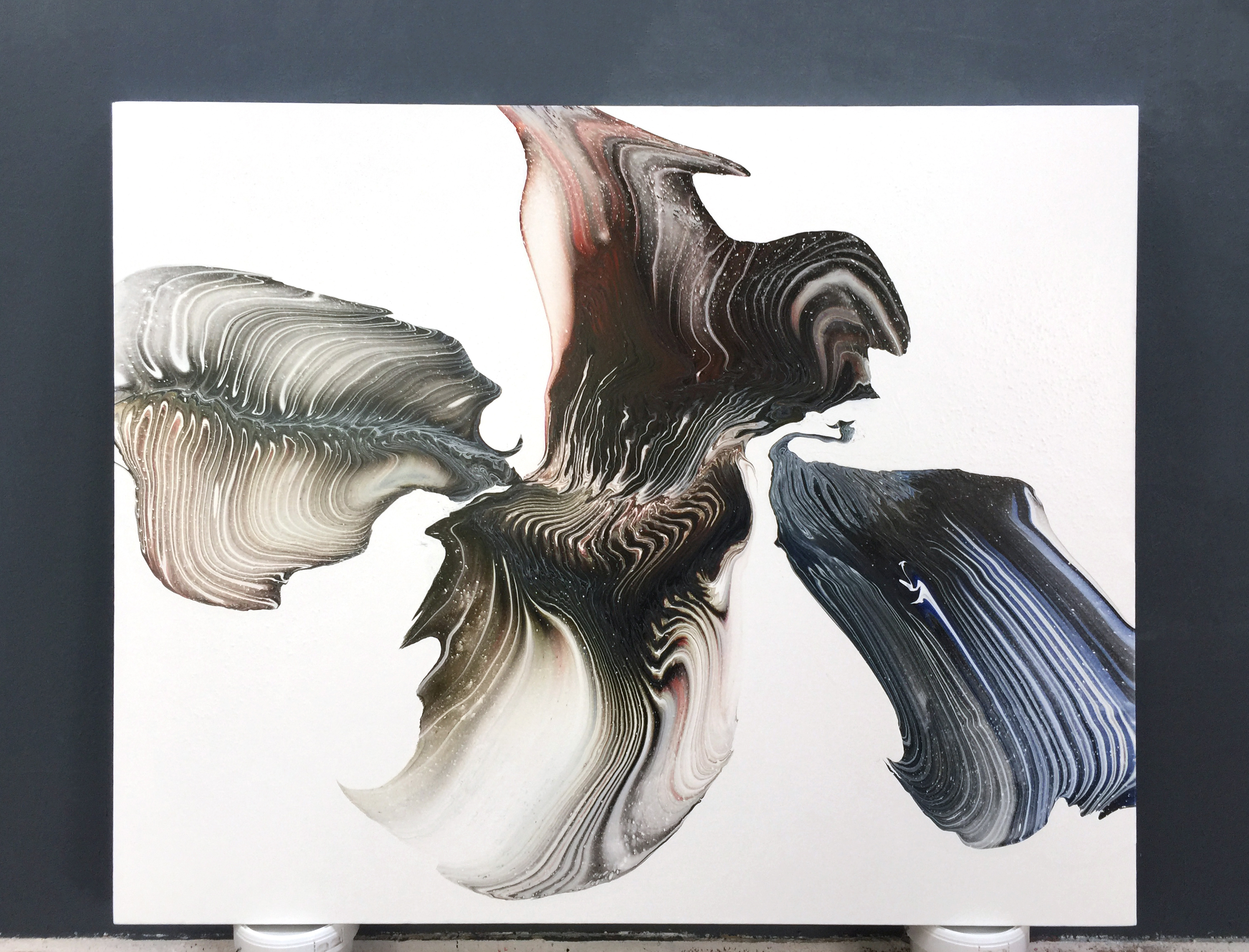
Élégie 3 (2017), acrylique, élastomère et vernis sur toile de lin, 163 × 130 cm.
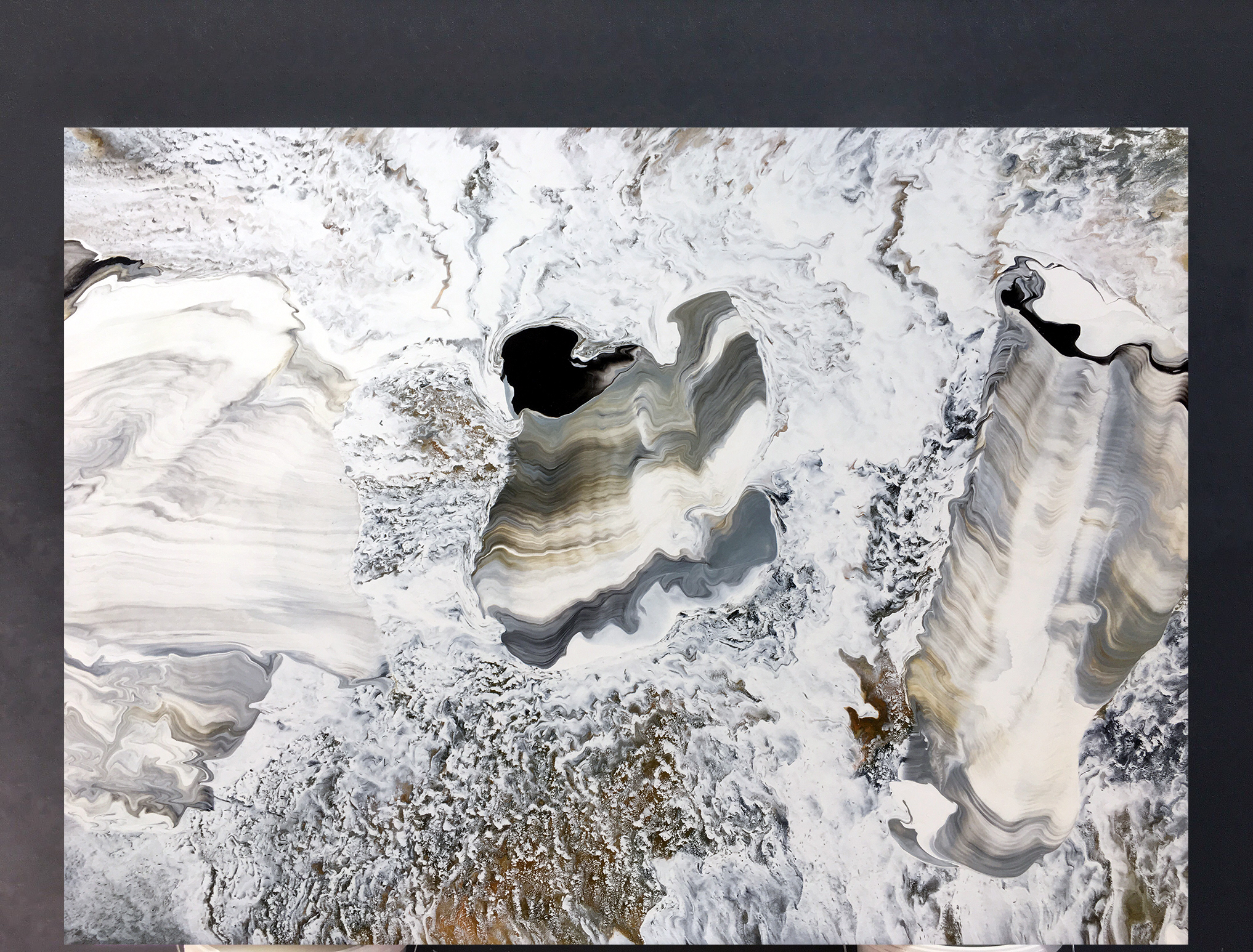
Impression 14 (2019), acrylique et élastomère sur toile de lin, 180 × 130 cm.

## Œuvres récentes

### Hommage à Antonin Artaud
Commande de la Villa Médicis à Rome à l’occasion du festival Villa Aperta le 15 juin 2019, l’œuvre est une mise en image des textes d’Antonin Artaud sur la place que l’art peut prendre dans la reconstruction après une chute,,. Elle prend la forme de vidéos projetées successivement en mapping sur la façade de la villa. Les trois séquences mettent en scène l’artiste dans les trois phases retenues du processus : la chute, la renaissance puis la danse.

### L.U.C.A. (Last Universal Common Ancestor)
L.U.C.A. (Last Universal Common Ancestor) est un polyptyque de 16 panneaux peint à l’acrylique et à l’huile, exposé en 2021 à la chapelle Saint-Louis de la Salpêtrière lors de l’exposition Corps en Mouvement. L'œuvre présente un motif ininterrompu se déployant au sein d’un cercle dans lequel le visiteur est invité à entrer. Le titre de l’œuvre fait référence au concept théorique de « Dernier Ancêtre Commun Universel » et évoque la perpétuation des cycles de la vie qui génèrent toujours de nouvelles formes sans début ni fin.

### Danser Schubert
Danser Schubert est une œuvre présentée pour la première fois à Mulhouse au Théâtre de la Sinne le 12 octobre 2021 comme décor pour le ballet Danser Schubert au XXIe siècle donné par le Ballet de l'Opéra national du Rhin sous la direction artistique de Bruno Bouché. Conçue à partir d’une toile de petite taille, l’œuvre fut transposée sous la direction de l’artiste sur une série de cinq panneaux mobiles de 5 x 10 m par les ateliers de l’Opéra National du Rhin. Assemblés, les panneaux forment une composition abstraite au sein de laquelle une trouée centrale évoque une fenêtre mentale sur l’univers onirique de la musique de Schubert. Elle est exposée en mars 2023 lors de l'exposition L'Œuvre qui va suivre au musée Unterlinden de Colmar.

## Collections
Les œuvres de Silvère Jarrosson sont présentes dans plusieurs collections privées et publiques. En 2021, l’œuvre Structure – premier tempo entre dans les collections du Mobilier National afin d’être transposée en tapisserie.

## Expositions

### Expositions personnelles
- 2015 : Undulations, Life Gallery (New-York).
- 2016 : In Utero, galerie Hors-Champs (Paris).
- 2016 : La mémoire de la danse, Alliance française de Venise.
- 2017 : Murmures de sous la surface, galerie Hors-Champs (Paris).
- 2018 : De Natura, Vanities Gallery (Paris)[23].
- 2018 : Figures, groupe Crédit du Nord (Paris).
- 2018 : Temps suspendu, Vanities Gallery (Paris).
- 2019 : Entrée dans le mouvement, Opéra de Liepaja (Lettonie).
- 2019 : L.U.C.A., Madona City Art Museum (Lettonie).
- 2019 : Hommage à Antonin Artaud, villa Médicis (Rome).
- 2020 : Genèses et gestes, Vanities Gallery (Paris).
- 2021 :  Debré - Jarrosson, Galerie Faidherbe (Paris).
- 2021 :  Corps en mouvement, Chapelle de la Salpêtrière (Paris)
- 2023: L'Œuvre qui va suivre, Musée Unterlinden (Colmar)

### Expositions collectives
- 2016 : Salon des réalités nouvelles (Paris).
- 2017 : Sanya Art Fair (Chine).
- 2017 : YIA Artfair (Bruxelles).
- 2018 : Cabinets of Curiosities, City University of Hong Kong.
- 2018 : La petite collection, galerie Bertrand Grimont (Paris).
- 2018 : Entrée dans le mouvement, Académie des beaux-arts de Lettonie.
- 2019 : Tout va très bien, galerie Mansart (Paris).
- 2019 : Triennale de Guangzhou (Chine).
- 2019 : Frame Art Fair (Bâle).
- 2019 : Lys Over Lolland (Danemark).
- 2019 : Galerie Saatchi (Royaume-Uni).